# Georges Rigby
Georges Rigby   (Birmingham, 21 de gener de 1840 - valor desconegut) fou un cantant anglès.
Educat musicalment a Milà, sota la direcció del mestre Sangiovanni, assolí certa fama durant la segona meitat del segle xix com a tenor líric distingint-se en la interpretació de les òperes de Rossini, Bellini, Verdi i altres compositors italians, llavors en plena moda. En decaure les seves facultats, s'especialitzà en el gènere dels oratoris, els seus compatriotes el consideraven un solista excepcional.